# Renegade EP
Renegade es el nombre del cuarto EP de la banda estadounidense Cimorelli que fue lanzado el 7 de octubre de 2014. El EP estaba disponible para la preventa en iTunes y Amazon en el mismo día. El primer sencillo That Girl Should Be Me fue lanzado como una descarga automática cuando el EP fue pre-ordenado. El EP cuenta con cuatro sencillos y una pista adicional, All My Friends Say, todas las canciones son originales y han sido interpretadas en vivo por las chicas.

## Antecedentes
Después del lanzamiento del EP Made In America (2013) las chicas de Cimorelli querían hacer algo que les diera un mayor impulso en su carrera musical.
Según Christina, «este EP es mucho más personal y emocional que ningún otro trabajo que hayamos hecho antes. Estuvimos involucradas en todo el proyecto: las canciones, los vestuarios, los maquillajes, etc. Lo seguimos muy de cerca. Cada detalle tiene escrito Cimorelli encima».
Los cuatro sencillos tienen vídeos, en el canal VEVO de la banda.

## Sencillos
- That Girl Should Be Me
- I Got You
- You're Worth It
- Renegade

## Pista adicional
- All My Friends Say

## Trivia
- El 7 de octubre de 2014, el video con la letra oficial de That Girl Should Be Me, fue lanzado en el canal de YouTube de las chicas.
- El 14 de octubre de 2014, el sámpler oficial EP fue lanzado en el canal de YouTube de las chicas.
- El 16 de octubre de 2014, el video musical oficial de That Girl Should Be Me, fue lanzado en el canal VEVO de las chicas.
- El 21 de octubre de 2014, las chicas lanzaron el video con la letra oficial de I Got You.
- El 27 de octubre de 2014, el video musical oficial de I Got You fue lanzado en el canal VEVO de las chicas.
- El 3 de noviembre de 2014, el video musical oficial de You're Worth It fue lanzado en el canal VEVO de las chicas.
- El 13 de noviembre de 2014, el video musical oficial de Renegade fue lanzado en el canal VEVO de las chicas.
- El 29 de diciembre de 2014, el video con la letra oficial de Renegade fue lanzado en el canal de YouTube de las chicas.
- El 5 de abril de 2015, el video con la letra oficial de You're Worth It fue lanzado en el canal de YouTube de las chicas.

- Datos: Q20016107